# Thrice Mice
Thrice Mice war eine deutsche Jazzrock-Band, die 1966 von den Brüdern Rainer und Werner von Gosen und Arno Bredehöft in Hamburg gegründet wurde. Ihr Stil ist dem frühen Progressive- bzw. „Krautrock“ zuzuordnen. Geradlinige, melodiöse Rockstücke wurden mit improvisierenden Soli, Jazzelementen, technischen Effekten, komplexen Saxophon-Duetten und Big-Band-artigen Bläsereinsätzen vielschichtig durchsetzt und angereichert.
Auf die zunächst lokalen Erfolge folgte 1970 ein Auftritt beim legendären Love-and-Peace Festival auf Fehmarn. 1972 löste sich die Gruppe nach dem Austritt Rainer von Gosens auf. Werner von Gosen und Karl-Heinz Blumenberg führten den Stil von Thrice Mice mit der Gruppe Altona fort.

## Mitglieder
- Rainer von Gosen: Bass
- Werner von Gosen: Gitarre
- Arno Bredehöft: Schlagzeug
- Karl-Heinz Blumenberg: Gesang, Altsaxophon, Perkussion, Querflöte, Gitarre
- Wolfgang Buhre: Tenor-, Alt- und Sopransaxophon, Klarinette, Perkussion
- Wolfram Minnemann: Orgel, Klavier, Gitarre

## Diskografie
Die einzige LP der Gruppe, „Thrice Mice“, erschien 1971 und wurde 2003 von LongHair als CD wiederveröffentlicht.